# Francisco Javier de Quinto y Cortés
Francisco Javier de Quinto y Cortès, I Comte de Quinto, (Casp, 2 de maig 1810 - París, 1860), fou un polític espanyol. Es va casar amb Elisa Rodas Rolando amb qui va tenir diversos fills. Des de la seva prestigiosa posició de cap de la Casa de la Reina Maria Cristina de Borbó va disposar d'una envejable situació social de gran influència i amistats en la Cort i al congrés.
Va ser amic entre altres del seu paisà Miguel Agustín Príncipe i des de l'adolescència de l'escultor saragossà d'origen humil Ponciano Ponzano en l'autobiografia agraeix la seva carrera a Francisco Javier per l'ajuda i l'empara rebuda.
Col·laborador de la Universitat de Saragossa, advocat i doctor en Dret, Cap de Secció de la Secretaria de Governació, Corregidor de Madrid, Director General de Correus, Diputat a Corts de 1837 a 1844 per Saragossa, Senador del Regne (1859), Degà de la Comissió Central de Monuments, Cap de la Casa de la Reina Maria Cristina de Borbó, Ministre Honorari del Suprem Consell de Guerra i Marina, Gran Creu d'Isabel la Catòlica (1844), Acadèmic de nombre de la Reial Acadèmia Espanyola de la Llengua, i de la Reial Acadèmia de Belles Arts de Sant Ferran.